# The Legendary Marvin Pontiac: Greatest Hits
The Legendary Marvin Pontiac: Greatest Hits ist ein im Jahr 2000 erschienenes Album des fiktiven Bluesmusikers Marvin Pontiac, der von John Lurie erfunden wurde. Die Beilage zur Album-CD enthält eine biografische Note über Pontiac, was dazu führte, dass Medien und Hörer zunächst überzeugt waren, dass sie tatsächlich mit dem authentischen Werk des tragisch verstorbenen und zeitlebens unterschätzten Musikers zu tun haben.

## Geschichte
Die dem Album beigelegte Kurzbiografie enthielt genaue Informationen über den angeblichen Schöpfer der Musik. Laut der auf Allmusic veröffentlichten Biografie wurde Pontiac am 30. März 1932 in Detroit unter dem Namen Marvin Touré als Sohn eines aus Mali stammenden Afro-Amerikaners und einer Amerikanerin jüdischer Herkunft geboren. Als Kind lebte er mit seinem Vater in Bamako, um als 15-Jähriger nach Chicago umzusiedeln. Aufgrund von Konflikten mit seinem Verlag wurde seine Musik zu seiner Lebzeit nie veröffentlicht. Gegen Ende seines Lebens wurde er in ein psychiatrisches Krankenhaus eingewiesen. 1977 starb er, nachdem er von einem Bus angefahren worden war.
Dank Luries privaten Beziehungen enthielt die Album-Beilage des Weiteren Zitate einiger bekannter Musiker – darunter David Bowie, Angélique Kidjo, Leonard Cohen, Iggy Pop und Flea –, die angaben, dass Pontiacs Schaffen ihnen schon früher bekannt war und sie inspirierte. Ein Hinweis darauf, dass es sich um eine fiktive Geschichte handelt, wurde jedoch durch die Liste der an den Aufnahmen beteiligten Musiker geliefert, von denen einige noch nicht lebten oder nur Kinder waren, als Pontiac seine Musik aufgenommen haben sollte.

## Rezeption
Die Veröffentlichung des Albums als angebliches Werk einer fiktiven Person wurde vielerseits kritisiert. Manche Rezensenten waren der Meinung, dass Lurie damit seiner Karriere schadete. Er selbst gab in einem gegebenen Interview im Jahr 2008 an, dass er Angriffe erwartet hatte aufgrund der Angabe, Pontiac sei schwarz gewesen, wohingegen die Kritiker sich eher an seiner Darstellung als psychisch Kranken zu stören schienen.

## Titelliste
1. I’m a Doggy (3:30)
2. Small Car (5:48)
3. Now I’m Happy (3:49)
4. Power (4:05)
5. Runnin’ Round (3:41)
6. Pancakes (4:34)
7. Bring Me Rocks (3:34)
8. Rubin (3:36)
9. Wanna Wanna (4:50)
10. Sleep at Night (3:25)
11. Arms & Legs (2:44)
12. She Ain’t Going Home (3:14)
13. Little Fly (1:42)
14. No Kids (3:05)

## Beteiligte Musiker
- Marvin Pontiac (John Lurie) – Gesang, Mundharmonika, Altsaxophon, Gitarre, Keyboard
- Danny Blume – Gitarre
- John Medeski – Klavier, Orgel
- Tony Scherr – Bassgitarre, Gesang
- Kenny Wollesen – Schlagzeug
- Michael Blake – Tenorsaxophon
- Doug Wieselman – Baritonsaxophon, Okarina
- Steven Bernstein – Trompete, Gesang, Melophon
- Art Baron – Posaune
- Jaime Scott – Gitarre, Gesang
- Marc Ribot – Gitarre
- Erik Sanko – Gitarre, Bassgitarre, Schlagzeug, Gesang
- Evan Lurie – Klavier
- Bill Ware – Marimba, Balaphon
- Jane Scarpantoni – Cello
- Tony Garnier – Bassgitarre
- Billy Martin – Perkussionsinstrumente
- Mauro Refosco – Perkussionsinstrumente, Gong
- Calvin Weston – Schlagzeug, Gesang, Balaphon
- Kyrie Tinch, Liz Riley, Meaghan Gannett, Veronica Bryant, Kate Fenner, Adele Bertei, Eszter Bálint, Renee French, Angélique Kidjo, Sharon Niesp, Melanie Rock – Gesang
- Bobby Previte – Schlagzeug, Gesang
- Cuong Vu – Trompete, Gesang
- Andy Laster – Baritonsaxophon, Klarinette, Flöte, Gesang
- Lindsay Horner – Bassgitarre, Pfeifen, Gesang
- Jamie Saft – Klavier, Fender Rhodes, Hammond-Orgel, Clavinet, Gesang
- Andrew D’Angelo – Altsaxophon, Bassklarinette, Gesang
- Curtis Hasselbring – Posaune, Flöte
- Steve Nelson – Vibraphon
- Dave Holland – Bass
- Tony Reedus – Schlagzeug